# ボフロスト杯
ボフロスト杯（英語: Bofrost Cup on Oce）は、2004年までドイツで行われていたフィギュアスケート及びアイスダンスの国際競技会。

## 概要
1995年のISUチャンピオンシリーズ（1997年からISUグランプリシリーズに改称）開設から2002年まで、シリーズを構成する5ないし6大会のひとつとして開催された。
2003-2004シーズンから競技方法が変更され、男女シングルとペアはジャンプコンテストとフリースケーティングで、アイスダンスはオリジナルダンスとフリーダンスで競われた。またISUグランプリシリーズには当大会に替わって中国杯が組み込まれた。
2004年大会を最後に開催されていない。

### 大会名称の変遷
- 1986年 - 富士フイルム杯（英語: Fuji Film Trophy）[1]
- 1989年 - ネイションズ杯（英語: Nations Cup）
- 1997年 - スパルカッセン杯（英語: Sparkassen Cup）
- 2002年 - ボフロスト杯

## 歴代メダリスト

### 男子シングル
| 年                              | 開催地             | 金                               | 銀                           | 銅                               |
| ------------------------------- | ------------------ | -------------------------------- | ---------------------------- | -------------------------------- |
| 1986                            | フランクフルト     | ペトル・バルナ                   | アレッサンドロ・リッチテッリ | 張樹斌                           |
| 1987                            | フランクフルト     | クリストファー・ボウマン         | ウラジミール・ペトレンコ     | 加納誠                           |
| 1988                            | 非開催             | 非開催                           | 非開催                       | 非開催                           |
| 1989                            | ゲルゼンキルヒェン | ペトル・バルナ                   | ヴィクトール・ペトレンコ     | ポール・ワイリー                 |
| 1990                            | ゲルゼンキルヒェン | カート・ブラウニング             | トッド・エルドリッジ         | ロニー・ウィンクラー             |
| 1991                            | ゲルゼンキルヒェン | マーク・ミッチェル               | ミルコ・アイヒホルン         | ダニエル・ヴァイス               |
| 1992                            | ゲルゼンキルヒェン | トッド・エルドリッジ             | アレクセイ・ウルマノフ       | ヴィアチェスラフ・ザゴロドニュク |
| 1993                            | ゲルゼンキルヒェン | ヴィクトール・ペトレンコ         | スコット・デイヴィス         | セバスチャン・ブリテン           |
| 1994                            | ゲルゼンキルヒェン | エルビス・ストイコ               | シェパード・クラーク         | ドミトリー・ドミトレンコ         |
| ここからISUチャンピオンシリーズ |                    |                                  |                              |                                  |
| 1995                            | ゲルゼンキルヒェン | ヴィアチェスラフ・ザゴロドニュク | アレクセイ・ウルマノフ       | トッド・エルドリッジ             |
| 1996                            | ゲルゼンキルヒェン | アレクセイ・ウルマノフ           | ドミトリー・ドミトレンコ     | アレクセイ・ヤグディン           |
| 1997                            | ゲルゼンキルヒェン | エルビス・ストイコ               | イゴール・パシケビッチ       | アレクサンドル・アブト           |
| 1998                            | ゲルゼンキルヒェン | アレクセイ・ヤグディン           | アレクサンドル・アブト       | アンドレイ・ウラシェンコ         |
| 1999                            | ゲルゼンキルヒェン | エフゲニー・プルシェンコ         | 郭政新                       | マシュー・サボイ                 |
| 2000                            | ゲルゼンキルヒェン | エフゲニー・プルシェンコ         | ティモシー・ゲーブル         | 李成江                           |
| 2001                            | ゲルゼンキルヒェン | エフゲニー・プルシェンコ         | ティモシー・ゲーブル         | 李成江                           |
| 2002                            | ゲルゼンキルヒェン | エフゲニー・プルシェンコ         | アレクサンドル・アブト       | 李成江                           |
| ここまでISUグランプリシリーズ   |                    |                                  |                              |                                  |
| 2003                            | ゲルゼンキルヒェン | シュテファン・リンデマン         | ジェフリー・バトル           | シルビオ・スマルン               |
| 2004                            | ゲルゼンキルヒェン | シュテファン・リンデマン         | ベン・フェレイラ             | マシュー・サボイ                 |

### 女子シングル
| 年                              | 開催地             | 金                     | 銀                         | 銅                           |
| ------------------------------- | ------------------ | ---------------------- | -------------------------- | ---------------------------- |
| 1986                            | フランクフルト     | ダイアン・タケウチ     | 付彩姝                     | コルネリア・レナー           |
| 1987                            | フランクフルト     | 伊藤みどり             | ジル・トレナリー           | ナタリア・ゴルベンコ         |
| 1988                            | 非開催             | 非開催                 | 非開催                     | 非開催                       |
| 1989                            | ゲルゼンキルヒェン | トーニャ・ハーディング | マリナ・キールマン         | パトリシア・ネスケ           |
| 1990                            | ゲルゼンキルヒェン | クリスティー・ヤマグチ | エヴェリン・グロスマン     | カレン・プレストン           |
| 1991                            | ゲルゼンキルヒェン | ナンシー・ケリガン     | マリナ・キールマン         | レティシア・ユベール         |
| 1992                            | ゲルゼンキルヒェン | スルヤ・ボナリー       | ターニャ・ビンガート       | マリナ・キールマン           |
| 1993                            | ゲルゼンキルヒェン | タニヤ・シェフチェンコ | オクサナ・バイウル         | 井上怜奈                     |
| 1994                            | ゲルゼンキルヒェン | マリナ・キールマン     | エレーナ・リアシェンコ     | タニヤ・シェフチェンコ       |
| ここからISUチャンピオンシリーズ |                    |                        |                            |                              |
| 1995                            | ゲルゼンキルヒェン | ミシェル・クワン       | マリア・ブッテルスカヤ     | ニコール・ボベック           |
| 1996                            | ゲルゼンキルヒェン | イリーナ・スルツカヤ   | タラ・リピンスキー         | ヴァネッサ・グスメロリ       |
| 1997                            | ゲルゼンキルヒェン | タニヤ・シェフチェンコ | イリーナ・スルツカヤ       | エレーナ・リアシェンコ       |
| 1998                            | ゲルゼンキルヒェン | エレーナ・ソコロワ     | ユリア・ラフレンチュク     | マリア・ブッテルスカヤ       |
| 1999                            | ゲルゼンキルヒェン | マリア・ブッテルスカヤ | エレーナ・リアシェンコ     | イリーナ・スルツカヤ         |
| 2000                            | ゲルゼンキルヒェン | マリア・ブッテルスカヤ | サラ・ヒューズ             | タチアナ・マリニナ           |
| 2001                            | ゲルゼンキルヒェン | マリア・ブッテルスカヤ | 恩田美栄                   | アンジェラ・ニコディノフ     |
| 2002                            | ゲルゼンキルヒェン | 恩田美栄               | 村主章枝                   | スザンナ・ポイキオ           |
| ここまでISUグランプリシリーズ   |                    |                        |                            |                              |
| 2003                            | ゲルゼンキルヒェン | ジョアニー・ロシェット | スザンナ・ポイキオ         | シェベシュチェーン・ユーリア |
| 2004                            | ゲルゼンキルヒェン | ジェーン・ブガエワ     | コンスタンツェ・パウリヌス | アニー・ベルマール           |

### ペア
| 年                              | 開催地             | 金                                                        | 銀                                                  | 銅                                                    |
| ------------------------------- | ------------------ | --------------------------------------------------------- | --------------------------------------------------- | ----------------------------------------------------- |
| 1986                            | フランクフルト     | Melanie Gaylor and リー・バーケル                         | Colette May and カール・ネルソン                    | Kerstin Kimminus and Stefan Perengle                  |
| 1987                            | フランクフルト     | ジル・ワトソン and ピーター・オペガード                   | Laurene Collin and John Penticost                   | Brigitte Groh and Holger Maletz                       |
| 1988                            | 非開催             | 非開催                                                    | 非開催                                              | 非開催                                                |
| 1989                            | ゲルゼンキルヒェン | エレーナ・ベチケ and デニス・ペトロフ                     | ペギー・シュヴァルツ and アレクサンダー・ケーニッヒ | カーラ・アーバンスキー and Mark Naylor                |
| 1990                            | ゲルゼンキルヒェン | ナタリヤ・ミシュクテノク and アルトゥール・ドミトリエフ   | クリスティン・ハフ and ダグ・ラドレ                 | ラトカ・コヴァジーコヴァー and レネ・ノヴォトニー     |
| 1991                            | ゲルゼンキルヒェン | イザベル・ブラスール and ロイド・アイスラー               | エフゲーニヤ・シシコワ and ヴァディム・ナウモフ     | ラトカ・コヴァジーコヴァー and レネ・ノヴォトニー     |
| 1992                            | ゲルゼンキルヒェン | マンディ・ベッツェル and インゴ・シュトイアー             | 伊奈恭子 and ジェイソン・ダンジェン                 | オクサナ・カザコワ and ドミトリー・スハノフ           |
| 1993                            | ゲルゼンキルヒェン | エフゲーニヤ・シシコワ and ヴァディム・ナウモフ           | マンディ・ベッツェル and インゴ・シュトイアー       | 伊奈恭子 and ジェイソン・ダンジェン                   |
| 1994                            | ゲルゼンキルヒェン | マンディ・ベッツェル and インゴ・シュトイアー             | オクサナ・カザコワ and アルトゥール・ドミトリエフ   | クリスティ・ウィルツ and クリス・ウィルツ             |
| ここからISUチャンピオンシリーズ |                    |                                                           |                                                     |                                                       |
| 1995                            | ゲルゼンキルヒェン | マリナ・エルツォワ and アンドレイ・ブシュコフ             | マンディ・ベッツェル and インゴ・シュトイアー       | エレーナ・ベレズナヤ and オレグ・シリアホフ           |
| 1996                            | ゲルゼンキルヒェン | マンディ・ベッツェル and インゴ・シュトイアー             | マリナ・エルツォワ and アンドレイ・ブシュコフ       | 伊奈恭子 and ジェイソン・ダンジェン                   |
| 1997                            | ゲルゼンキルヒェン | マンディ・ベッツェル and インゴ・シュトイアー             | エレーナ・ベレズナヤ and アントン・シハルリドゼ     | エフゲーニヤ・フィロネンコ and イゴール・マルチェンコ |
| 1998                            | ゲルゼンキルヒェン | マリア・ペトロワ and アレクセイ・ティホノフ               | ペギー・シュヴァルツ and ミルコ・ミュラー           | Tiffany Stiegler and Johnnie Stiegler                 |
| 1999                            | ゲルゼンキルヒェン | マリア・ペトロワ and アレクセイ・ティホノフ               | ジェイミー・サレー and デヴィッド・ペルティエ       | 申雪 and 趙宏博                                       |
| 2000                            | ゲルゼンキルヒェン | サラ・アビトボル and ステファン・ベルナディス             | マリア・ペトロワ and アレクセイ・ティホノフ         | タチアナ・トトミアニナ and マキシム・マリニン         |
| 2001                            | ゲルゼンキルヒェン | 申雪 and 趙宏博                                           | 伊奈恭子 and ジョン・ジマーマン                     | マリア・ペトロワ and アレクセイ・ティホノフ           |
| 2002                            | ゲルゼンキルヒェン | 申雪 and 趙宏博                                           | ユリア・オベルタス and アレクセイ・ソコロフ         | ドロタ・ザゴルスカ and マリウス・シュデク             |
| ここまでISUグランプリシリーズ   |                    |                                                           |                                                     |                                                       |
| 2003                            | ゲルゼンキルヒェン | ヴァレリー・マルコー and クレイグ・ブンタン               | ユリア・オベルタス and セルゲイ・スラフノフ         | エリザベス・パットナム and ショーン・ウィルツ         |
| 2004                            | ゲルゼンキルヒェン | ヴィクトリア・ボルゼンコワ and アンドレイ・チュヴィラエフ | ヴァレリー・マルコー and クレイグ・ブンタン         | レベッカ・ハントケ and ダニエル・ヴェンデ             |

### アイスダンス
| 年                              | 開催地             | 金                                                    | 銀                                                    | 銅                                                 |
| ------------------------------- | ------------------ | ----------------------------------------------------- | ----------------------------------------------------- | -------------------------------------------------- |
| 1986                            | フランクフルト     | Lia Trovati and Roberto Pelizzola                     | Elizabeth Coates and Alan Abretti                     | Dominique Yvon and Frédéric Pannuel                |
| 1987                            | フランクフルト     | マリナ・クリモワ and セルゲイ・ポノマレンコ           | Antonia Becherer and Ferdinand Becherer               | Michela Malingambi and Andrea Gilardi              |
| 1988                            | 非開催             | 非開催                                                | 非開催                                                | 非開催                                             |
| 1989                            | ゲルゼンキルヒェン | マイア・ウソワ and アレクサンドル・ズーリン           | スザンヌ・セマニック and Ron Kravette                 | Andrea Weppelmann and Henryk Schamberger           |
| 1990                            | ゲルゼンキルヒェン | イリーナ・ロマノワ and イゴール・ヤロシェンコ         | エイプリル・サージェント and ラス・ウィサビー         | Anna Croci and Luca Mantovani                      |
| 1991                            | ゲルゼンキルヒェン | タチアナ・ナフカ and サムエル・ギャザリアン           | カテジナ・ムラーゾヴァー and マルティン・シメチェク   | エイプリル・サージェント and ラス・ウィサビー      |
| 1992                            | ゲルゼンキルヒェン | アンジェリカ・クリロワ and ウラジミール・フェドロフ   | ステファニア・カレガーリ and パスクァーレ・カメレンゴ | Jennifer Goolsbee and ヘンドリック・シャンバーガー |
| 1993                            | ゲルゼンキルヒェン | イリーナ・ロマノワ and イゴール・ヤロシェンコ         | カテジナ・ムラーゾヴァー and マルティン・シメチェク   | エレーナ・クスタロワ and オレグ・オフシアンニコフ  |
| 1994                            | ゲルゼンキルヒェン | マリナ・アニシナ and グウェンダル・ペーゼラ           | マルガリータ・ドロビアツコ and ポヴィラス・ヴァナガス | ジェニファー・ボイス and ミシェル・ブリュネ        |
| ここからISUチャンピオンシリーズ |                    |                                                       |                                                       |                                                    |
| 1995                            | ゲルゼンキルヒェン | アンジェリカ・クリロワ and オレグ・オフシアンニコフ   | イリーナ・ロマノワ and イゴール・ヤロシェンコ         | イリーナ・ロバチェワ and イリヤ・アベルブフ        |
| 1996                            | ゲルゼンキルヒェン | アンジェリカ・クリロワ and オレグ・オフシアンニコフ   | シェイ＝リーン・ボーン and ヴィクター・クラーツ       | ソフィー・モニオット and パスカル・ラヴァンシー    |
| 1997                            | ゲルゼンキルヒェン | アンジェリカ・クリロワ and オレグ・オフシアンニコフ   | マリナ・アニシナ and グウェンダル・ペーゼラ           | イリーナ・ロマノワ and イゴール・ヤロシェンコ      |
| 1998                            | ゲルゼンキルヒェン | アンジェリカ・クリロワ and オレグ・オフシアンニコフ   | シェイ＝リーン・ボーン and ヴィクター・クラーツ       | カティ・ウィンクラー and レネ・ローゼ              |
| 1999                            | ゲルゼンキルヒェン | シェイ＝リーン・ボーン and ヴィクター・クラーツ       | カティ・ウィンクラー and レネ・ローゼ                 | アルベナ・デンコヴァ and マキシム・スタビスキー    |
| 2000                            | ゲルゼンキルヒェン | バーバラ・フーザル＝ポリ and マウリツィオ・マルガリオ | マルガリータ・ドロビアツコ and ポヴィラス・ヴァナガス | シェイ＝リーン・ボーン and ヴィクター・クラーツ    |
| 2001                            | ゲルゼンキルヒェン | バーバラ・フーザル＝ポリ and マウリツィオ・マルガリオ | マリー＝フランス・デュブレイユ and パトリス・ローゾン | ナタリア・ロマニウタ and ダニイル・バランツェフ    |
| 2002                            | ゲルゼンキルヒェン | アルベナ・デンコヴァ and マキシム・スタビスキー       | ガリト・チャイト and セルゲイ・サフノフスキー         | カティ・ウィンクラー and レネ・ローゼ              |
| ここまでISUグランプリシリーズ   |                    |                                                       |                                                       |                                                    |
| 2003                            | ゲルゼンキルヒェン | マリー＝フランス・デュブレイユ and パトリス・ローゾン | カティ・ウィンクラー and レネ・ローゼ                 | フェデリカ・ファイエラ and マッシモ・スカリ        |
| 2004                            | ゲルゼンキルヒェン | アルベナ・デンコヴァ and マキシム・スタビスキー       | イザベル・ドロベル and オリヴィエ・シェーンフェルダー | エカテリーナ・ルブレワ and イワン・シェフェル      |